# I've Got My Own Album to Do
I've Got My Own Album to Do es el primer disco como solista del músico inglés, compositor, guitarrista, bajista, multinstrumentista, artista plástico, miembro de The Jeff Beck Group, The Faces e integrante de The Rolling Stones: Ronnie Wood.

## Historia
I've Got My Own Album To Do, editado en 1974, fue grabado ese mismo año entre finales de abril y comienzos de junio en el estudio privado de Ronnie Wood en su mansión llamada The Wick, ubicada en Richmond Hill, Richmond, Surrey, centro de Londres. Por The Wick pasaron un sinnúmero de estrellas de la escena inglesa como George Harrison, Paul McCartney, Mick Jagger, Keith Richards, Mick Taylor, Eric Clapton y Rod Stewart, por nombrar algunos. El título del disco proviene de la insistencia de Mick Jagger y George Harrison ambos siempre le pedían a Ronnie Wood que los dejara utilizar su estudio de grabación diciéndole "Tengo que hacer mi propio álbum" (I've Got My Own Album To Do).
El disco se compone de doce temas de los cuales tres corresponden a compositores o integrantes de las bandas más grandes de la historia de la música como The Beatles (George Harrison), The Rolling Stones (Mick Jagger, Keith Richard).
Miembros del grupo The Faces : Rod Stewart e Ian McLagan, los músicos de sesión Andy Newmark, baterista de Sly & The Family Stone y Willie Weeks más Keith Richard, todos presentes en el LP, formaron con Ronnie Wood la Ron Wood & Band, banda que se presentó el 14 de julio, en el Kilburn Gaumont State Theatre, Londres. En esa ocasión estrenaron en vivo la mayoría de las canciones del nuevo trabajo I've Got My Own Album To Do, dos meses antes que se publicara el disco.

## Productores
- Ronnie Wood
- Gary Kellgren

## Ingenieros de sonido
- Chuch McGee
- Mike Bobak
- Ron Nevison
- Gary Kellgren

## Canciones
- I Can Feel The Fire (Ronnie Wood) - 4:55
- Far East Man (Ronnie Wood - George Harrison) - 4:41
- Mystifies Me (Ronnie Wood) - 3:20
- Take A Look At The Guy (Ronnie Wood) - 2:35
- Act Together (Mick Jagger - Keith Richard) - 4:25
- Am I Grooving You (Bert Russell - Jeff Barry) - 3:42
- Shirley (Ronnie Wood) - 5:23
- Cancel Everything (Ronnie Wood) - 4:41
- Sure The One You Need (Mick Jagger - Keith Richard) - 4:14
- If You Gotta Make A Fool Of Somebody (Rudy Clark) - 3:35
- Crotch Music (Willie Weeks) - 6:07

## Músicos
- Ron Wood: voz, guitarra, voz.
- Keith Richards: guitarra, voz, voz.
- Mick Jagger: voz, guitarra.
- Willie Weeks: bajo.
- Andy Newmark: batería.
- Ian McLagan: órgano, piano, sintetizador.
- Sterling: steel drums.
- Ross Henderson: steel drums.
- Mick Taylor: bajo, guitarra, órgano, sintetizador.
- George Harrison: guitarra, coros.
- Jean Roussell: órgano, piano.
- Pete Sears: bajo, celeste.
- Micky Waller: batería.
- Martin Quittenton: guitarra.
- Rod Stewart: coros.
- Ruby Turner: coros.
- Ireen & Doreen Chanter: coros.

## Datos
- Take A Look At The Guy fue versionada por el exguitarrista de Guns N' Roses, Izzy Stradlin y su banda Izzy Stradlin & the Ju Ju Hounds en el disco homónimo de 1992 con la participación de Ronnie Wood.